# Independent Electricity System Operator

L'Independent Electricity System Operator (IESO) est une société de la Couronne du gouvernement provincial de l'Ontario responsable du marché de l'électricité et de l'exploitation du réseau de transport de l'électricité dans la province canadienne de l'Ontario. L'IESO est l'un des huit opérateurs indépendants du marché de l'électricité en Amérique du Nord.
La société a été fondée en avril 1999 sous le nom d'Independent Electricity Market Operator (IMO) en vertu d'une législation du gouvernement conservateur de Mike Harris. La création de l'IMO s'inscrivait dans le cadre d'une réforme plus large, dont l'objectif visait ultimement la déréglementation du marché de l'électricité dans la province et la privatisation d'une partie du système de production et de transport de l'électricité. La réforme a scindé Ontario Hydro en cinq sociétés, l'IMO étant responsable de gérer les flux d'électricité sur le réseau de lignes à haute tension d'Hydro One et d'autres transporteurs. 
L'IMO a été renommé IESO en janvier 2005 par le projet de loi 100 du gouvernement libéral de Dalton McGuinty, qui a redéfini l'orientation de la déréglementation. Cette réforme a également mis en place un autre organisme, l'Ontario Power Authority, qui est responsable de la planification du réseau, de l'offre et de la demande d'électricité.
L'IESO est un organisme indépendant et sans but lucratif. Il est dirigé par un conseil d'administration dont les membres sont nommés par le gouvernement de l'Ontario. Ses opérations sont indépendantes de tous les participants du marché de l'électricité.